# Cultura di Ezero
La cultura di Ezero, 3300—2700 a.C., fu una cultura archeologica dell'età del bronzo che occupava la maggior parte dell'attuale Bulgaria. Essa prende il suo nome dall'insediamento di Tell a Ezero.
Segue le culture dell'età del rame limitrofe (Karanovo VI, Gumelniţa, Kodzadjemen e Varna), dopo uno hiatus di insediamento nella Bulgaria settentrionale.  Essa reca alcune correlazioni con la più antica cultura di Cernavodă III al nord. Alcuni insediamenti erano fortificati.
La cultura di Ezero viene interpretata come parte di una più ampia e complessa prima età del bronzo balcanica-danubiana, un orizzonte che proviene dalla Troia Id-IIc nel Centro Europa, abbracciando Baden nel bacino dei Carpazi e la cultura di Coţofeni in Romania. Secondo Parzinger, ci sono anche connessioni tipologiche con Poliochni IIa-b e Sitagroi IV.

## Economia
L'agricoltura è in primo piano insieme all'allevamento del bestiame, la coltivazione della vite e l'industria della metallurgia.

## Interpretazione
Dentro il contesto della teoria kurganica, essa rappresenterebbe una fusione di elementi di "vecchie culture europee" native e culture del "Kurgan" intrusive, oppure una cultura influenzata dell'Anatolia, proveniente dall'Anatolia (secondo l'ipotesi di Renfrew), o diretta in Asia Minore.

## Fonti
- G.Il. Georgiev ed altri. (eds.), Ezero, rannobronzovoto selishte. Sofii︠a︡ : Izd-vo na Bŭlgarskata akademii︠a︡ na naukite, Arkheologicheski institut 1979 (excavation report of Tell Ezero).
- (EN)  J. P. Mallory, "Ezero Culture", Encyclopedia of Indo-European Culture, Fitzroy Dearborn, 1997.